# Afroablepharus duruarum
Espèce
Synonymes
- Afroblepharus duruarum Monard, 1949
- Panaspis duruarum (Monard, 1949)

Afroablepharus duruarum est une espèce de sauriens de la famille des Scincidae.

## Répartition
Cette espèce est endémique du Cameroun.

## Publication originale
- Monard, 1949 : Vertébrés nouveaux du Cameroun. Revue Suisse de Zoologie, vol. 56, no 38, p. 731-745.